# Гордость и предубеждение
«Го́рдость и предубежде́ние» (англ. Pride and Prejudice) — роман Джейн Остин, опубликованный в 1813 году.

## Сюжет
Роман начинается с беседы мистера и миссис Беннет о приезде молодого мистера Бингли в Незерфилд-парк. Жена уговаривает мужа навестить соседа и завести с ним более тесное знакомство. Она надеется, что мистеру Бингли непременно понравится одна из их пяти дочерей. Мистер Беннет наносит визит молодому человеку, и тот через какое-то время наносит ответный.
Следующая их встреча происходит на балу, куда Бингли приезжает вместе со своими сёстрами: незамужней мисс Бингли и замужней миссис Хёрст, а также с мистером Хёрстом и со своим другом мистером Дарси. Сперва Дарси производит благоприятное впечатление на окружающих из-за слухов о том, что его годовой доход превышает 10 тысяч фунтов. Однако позже общество меняет свою точку зрения, решив, что он слишком «важный и надутый», поскольку молодой человек не желает ни с кем знакомиться и танцует на балу лишь с двумя знакомыми ему дамами (сёстрами Бингли). Бингли же пользуется успехом среди присутствующих на праздновании женщин. Его особое внимание привлекает старшая дочь Беннетов, Джейн. Девушка также влюбляется в молодого человека. Мистер Бингли обращает внимание Дарси на Элизабет Беннет, однако тот не проявляет к ней интереса. Элизабет невольно становится свидетелем этого разговора. Хоть она и не показывает вида, у неё возникает неприязнь к мистеру Дарси.
В скором времени мисс Бингли и миссис Хёрст приглашают Джейн Беннет пообедать у них. Мать отправляет дочь верхом на лошади под проливным дождём, вследствие чего девушка простужается и не может вернуться домой. Элизабет идёт пешком в дом Бингли, чтобы навестить больную сестру. Мистер Бингли оставляет её ухаживать за Джейн. Элизабет не испытывает удовольствия от общения с незерфилдским обществом, поскольку только мистер Бингли проявляет искренний интерес и заботу о её сестре. Мисс Бингли полностью увлечена мистером Дарси и безуспешно пытается привлечь его внимание к себе. Миссис Хёрст во всём солидарна с сестрой, а мистер Хёрст безразличен ко всему, кроме сна, еды и игры в карты.
Мистер Бингли влюбляется в Джейн Беннет, а мистер Дарси чувствует симпатию к Элизабет. Но Элизабет уверена, что он её презирает. Кроме того, во время прогулки сёстры Беннет знакомятся с мистером Уикхемом. Молодой человек производит на всех благоприятное впечатление. Несколько позже мистер Уикхем рассказывает Элизабет историю о непорядочном поведении мистера Дарси по отношению к себе: Дарси якобы не исполнил последнюю волю покойного отца и отказал Уикхему в обещанном ему месте священника. У Элизабет складывается дурное мнение о Дарси (предубеждение). Дарси же чувствует, что Беннеты «не его круга» (гордость), знакомство и дружба Элизабет с Уикхемом также не одобряются им.
На балу в Незерфилде мистер Дарси начинает понимать неизбежность брака Бингли и Джейн. Семья Беннетов, за исключением Элизабет и Джейн, демонстрирует полное отсутствие манер и знания этикета. Следующим утром мистер Коллинз, родственник Беннетов, делает Элизабет предложение, которое она отвергает, к большому огорчению её матери миссис Беннет. Мистер Коллинз быстро оправляется и делает предложение Шарлотте Лукас, близкой подруге Элизабет. Мистер Бингли неожиданно покидает Незерфилд и возвращается в Лондон вместе со своей семьёй. Элизабет начинает догадываться, что мистер Дарси и сёстры Бингли решили разлучить его с Джейн.
Весной Элизабет навещает Шарлотту и мистера Коллинза в Кенте. Их часто приглашает к себе в Розингс-парк тётя мистера Дарси леди Кэтрин де Бёр. Вскоре Дарси приезжает погостить у своей тёти. Элизабет знакомится с кузеном мистера Дарси, полковником Фицуильямом, который в разговоре с ней упоминает о том, что Дарси ставит себе в заслугу спасение своего друга от неравного брака. Элизабет понимает, что речь идёт о Бингли и Джейн, и её неприязнь к Дарси ещё более усиливается. Поэтому, когда Дарси неожиданно приходит к ней, признаётся в любви и просит руки, она ему решительно отказывает. Элизабет обвиняет Дарси в том, что он разрушил счастье её сестры, в том, что он подло поступил с мистером Уикхемом, и в его высокомерном поведении по отношению к ней. Дарси в письме сообщает о недостойном поведении Уикхема, в том числе по отношению к сестре Дарси, Джорджиане. Что касается Джейн и мистера Бингли, то Дарси решил, что Джейн не питает к Бингли глубокого чувства. Кроме того, Дарси говорит о полном отсутствии такта, которое постоянно демонстрировали миссис Беннет и её младшие дочери. Элизабет меняет своё мнение о мистере Дарси и сожалеет о том, что допустила резкость в разговоре с ним.
Несколько месяцев спустя Элизабет и её тетя и дядя Гардинеры отправляются в путешествие. Среди прочих достопримечательностей они посещают Пемберли, поместье мистера Дарси, уверенные, что хозяина нет дома. Неожиданно мистер Дарси возвращается. Он очень вежливо и гостеприимно принимает Элизабет и Гардинеров. Элизабет начинает понимать, что Дарси нравится ей. Возобновление их знакомства, однако, прерывается новостью о том, что Лидия, самая младшая сестра Элизабет, убежала с мистером Уикхемом. 
Элизабет и Гардинеры возвращаются в Лонгборн. Элизабет переживает о том, что её отношения с Дарси закончились из-за позорного бегства младшей сестры. Каким-то образом им удается уговорить Уикхема жениться на Лидии. Репутация сестер Беннет спасена.
Лидия и Уикхем, уже как муж и жена, навещают Лонгборн, где миссис Уикхем случайно проговаривается, что мистер Дарси был на церемонии венчания. Элизабет узнаёт, что именно Дарси нашёл беглецов и устроил венчание. Девушка очень удивлена, но в это время Бингли возвращается и делает предложение Джейн, и она забывает про это.
Леди Кэтрин де Бёр неожиданно приезжает в Лонгборн, чтобы развеять слухи о женитьбе Элизабет и Дарси. Элизабет отвергает все её требования. Леди Кэтрин уезжает и обещает рассказать о поведении Элизабет своему племяннику, однако это даёт Дарси надежду на то, что Элизабет поменяла своё мнение. Дарси едет в Лонгборн и снова делает предложение, и на этот раз его гордость и её предубеждение преодолены согласием Элизабет на брак.

## Основные персонажи
- Беннеты (деревня Лонгборн, графство Хартфордшир):
  - Мистер Беннет (англ. Mr Bennet) — супруг миссис Беннет. Отец Джейн, Элизабет, Мэри, Китти и Лидии. «В характере мистера Беннета так затейливо сочетались живость ума и склонность к иронии, замкнутость и взбалмошность, что за 23 года совместной жизни жена всё ещё не сумела к нему приноровиться». Его имение приносит 2 тысячи фунтов годового дохода и наследуется по мужской линии, вследствие чего его дочери и супруга после его смерти могут остаться без средств к существованию.
  - Миссис Беннет (англ. Mrs Bennet) — супруга мистера Беннета. Мать Джейн, Элизабет, Мэри, Китти и Лидии. «Она была невежественной женщиной с недостаточной сообразительностью и неустойчивым настроением. Когда она бывала чем-нибудь недовольна, то считала, что у неё не в порядке нервы. Целью её жизни было выдать дочерей замуж. Единственными её развлечениями были визиты и новости». Отец миссис Беннет был стряпчим в Меритоне, оставил ей пять тысяч фунтов.
  - Мисс Джейн Беннет (англ. Jane Bennet) — около 23 лет, старшая и самая красивая дочь Беннетов. Лучшая подруга Элизабет.
  - Мисс Элизабет Беннет (англ. Ms Elizabeth Bennet) — около 22 лет, главная героиня романа. Вторая дочь Беннетов. Лучшая подруга Джейн. «…В лице её нет ни одной правильной черты… оно кажется необыкновенно одухотворённым благодаря прекрасному выражению тёмных глаз».
  - Мисс Мэри  (англ. Mary Bennet) — средняя дочь Беннетов. «У Мэри не было ни талантов, ни вкуса», она была «единственная в семье дурнушка, которая усиленно занималась самоусовершенствованием и всегда была рада себя показать».
  - Мисс Кэтрин (Китти) Беннет (англ. Catherine «Kitty» Bennet) — четвёртая дочь Беннетов. Лучшая подруга Лидии. Легкомысленная, поддающаяся влиянию младшей сестры девушка. В конце книги опеку над ней взяли Элизабет и Джейн.
  - Мисс Лидия  (англ. Lydia Bennet) — младшая дочь Беннетов, «рослая, недурная собой 15-летняя девица, была любимицей матери». Лучшая подруга Китти. Легкомысленная, своевольная, избалованная девушка.
  - Мистер Уильям Коллинз (англ. Mr William Collins) — 25 лет, священник англиканской церкви, родственник Беннетов, к которому должно перейти их имение.
- Бингли (поместье Незерфилд-парк, графство Хартфордшир, арендовано):
  - Мистер Чарльз Бингли (англ. Charles Bingley) — около 23 лет, друг мистера Дарси. Брат мисс Бингли и миссис Хёрст. «Мистер Бингли оказался молодым человеком с благородной и приятной наружностью и непринуждёнными манерами». Его доход составляет 4—5 тысяч в год. Родился в почтенной семье из Северной Англии. Предки его занимались торговлей, этим и нажито было богатство. Отец оставил сыну около 100 тысяч фунтов. «Дарси ценил Бингли за его лёгкую, открытую и податливую натуру…».
  - Мисс Кэролайн Бингли (англ. Caroline Bingley) — сестра мистера Бингли. «Мисс Бингли и её сестра, миссис Хёрст, были в самом деле особами весьма изысканными. Они не были лишены остроумия, когда находились в хорошем расположении духа, умели понравиться, когда это входило в их намерение, но в то же время были заносчивы и высокомерны. Обе они казались довольно красивыми, получили образование в одном из лучших частных пансионов, владели 20 тысячами фунтов, расходуя денег больше, чем имели в своём распоряжении, привыкли вращаться в светском обществе, а потому считали себя вправе придерживаться высокого мнения о собственных персонах и низкого — о людях окружающих».
  - Миссис Луиза Хёрст (англ. Mrs Louisa Hurst) — старшая сестра мистера Бингли.
  - Мистер Хёрст (англ. Mr Hurst) — зять мистера Бингли. Муж старшей сестры мисс Бингли «…с трудом мог сойти за дворянина», он «был человеком более родовитым, чем богатым», «из тех, что живут на свете лишь для того, чтобы есть, пить и играть в карты».
- Дарси (Пемберли, графство Дербишир):
  - Мистер Дарси (англ. Mr Darcy) — 28 лет, друг мистера Бингли. «…Привлёк внимание своей статной фигурой, правильными чертами лица и аристократической внешностью… он владелец имения Пемберли (в Дербишире), приносящего 10 тысяч фунтов годового дохода». «Дарси был по-настоящему умён. В то же время Дарси был горд, замкнут и ему было трудно угодить. Его манеры, хотя и свидетельствовали о хорошем воспитании, не слишком располагали к себе окружающих». Фицуильям Дарси старше своей сестры Джорджианы на десять лет, о чём он упомянул в письме, адресованном Элизабет Беннет.
  - Мисс Джорджиана Дарси (англ. Georgiana Darcy) — 16 лет, младшая сестра мистера Дарси. Замкнута, воспринимает всё серьёзно, категорична в оценках, сдерживает свои эмоции. «…Мисс Дарси была девицей высокого роста, значительно более рослой, чем Элизабет. Несмотря на свои шестнадцать лет, она уже вполне сформировалась и казалась женственной и мягкой. У неё были не такие правильные, как у её брата, черты лица, но её внешность и манеры свидетельствовали об уме, доброте и деликатности. Ожидавшая найти в ней такого же проницательного и неуязвимого наблюдателя человеческих нравов, как мистер Дарси, Элизабет с удовольствием отметила про себя, насколько брат и сестра были непохожи друг на друга».
  - Полковник Фицуильям (англ. Colonel Fitzwilliam) — «…Его [мистера Коллинза] приветствие было принято сразу двумя племянниками леди Кэтрин, ибо вместе с мистером Дарси в Розингс приехал ещё и младший сын его дяди, лорда ***, полковник Фицуильям…». «…Вошедшему первым полковнику Фицуильяму можно было дать лет тридцать. Он был не слишком хорош собой, но по обращению и внешности казался истинным джентльменом…».
- Де Беры (поместье Розингс, Хансфорд, близ Уэстрема, графство Кент):
  - Леди Кэтрин де Бёр (англ. Lady Catherine de Bourgh) — тётя мистера Дарси, хозяйка Розингс-парка, дама со сложным характером. Хотела выдать свою дочь за мистера Дарси и была категорически против брака мистера Дарси и Элизабет Беннет. После того, как брак свершился, она прекратила общаться с ним. Позднее она, однако, помирилась с племянником и даже навестила мистера и миссис Дарси в Пемберли.
  -  Мисс Энн де Бёр (англ. Miss de Bourgh) — дочь леди Кэтрин, кузина мистера Дарси.
  -  Миссис Дженкинсон — компаньонка мисс де Бёр.
- Лукасы (поместье Лукас-Лодж, близ г. Меритон, графство Хартфордшир):
  - Сэр Уильям Лукас (англ. Sir William Lucas) — сосед Беннетов. Муж леди Лукас. Отец Шарлотты, Марии и юного Лукаса. «…Ранее занимался торговлей в Меритоне, где приобрёл некоторое состояние, а также титул баронета, пожалованный ему в бытность его мэром, благодаря специальному обращению к королю». Бросил торговлю и переехал со своей семьёй в дом, расположенный в одной миле от Меритона, который «с той поры стал именоваться „Лукас-Лодж“». «…Представление ко двору в Сент-Джеймсе сделало этого по природе безобидного и дружелюбного человека ещё и обходительным».
  - Леди Лукас (англ. Lady Lucas) — жена сэра Уильяма. «Леди Лукас была добродушной женщиной, в меру недалекой…».
  - Мисс Шарлотта Лукас (англ. Charlotte Lucas) — 27 лет, старшая дочь Лукасов, «…смышлёная и начитанная девушка лет 27, была большой подругой Элизабет». Вышла замуж за Уильяма Коллинза.
  - Мисс Мария Лукас (англ. Maria Lucas) — вторая дочь сэра Уильяма и леди Лукас, сестра Шарлотты и юного Лукаса.
- Филипсы (г. Меритон) и  Гардинеры (г. Лондон):
  - Миссис Филипс (англ. Mrs Philips) — сестра миссис Беннет, проживающая в Меритоне. Муж её — бывший клерк отца — унаследовал его контору.
  - Мистер Филипс (англ. Mr Philips) — муж миссис Филипс, стряпчий в Меритоне.
  - Мистер Гардинер (англ. Mr Gardiner) — второй дядя Элизабет, живущий в Чипсайде (район Лондона).
  - Миссис Гардинер (англ. Mrs Gardiner) — тётя Элизабет, жена мистера Гардинера.
- Прочие:
  - Мистер Джордж Уикхем (правильнее Уикем, англ. George Wickham) — офицер, с детства знал мистера Дарси, женился на Лидии.
  - Полковник Форстер — командир Уикхема.
  - Миссис Форстер — молодая жена полковника Форстера, подруга Лидии.
  - Мисс Кинг (англ. Miss King) — девушка с богатым приданым, на которое рассчитывал мистер Уикхем, бросив ради неё Элизабет.

## История создания и публикации
Джейн Остин начала работу над романом, когда ей едва исполнился 21 год. Издатели отвергли рукопись, и она пролежала под сукном более пятнадцати лет. Лишь после успеха романа «Разум и чувства», вышедшего в 1811 году, Джейн Остин смогла, наконец, опубликовать и своё первое детище. Перед публикацией она подвергла его тщательной переработке и достигла необычайного сочетания: весёлости, непосредственности, эпиграмматичности, зрелости мысли и мастерства.

## Экранизации
По роману снято несколько фильмов, в том числе телесериалы «Гордость и предубеждение» 1980 и 1995 года, полнометражный фильм «Гордость и предубеждение» 2005 года. Также есть более ранняя чёрно-белая экранизация романа 1940 года (США).
Есть несколько киноадаптаций: фильм «Гордость и предрассудки» 2003 года и фильм «Невеста и предрассудки» 2004 года с переносом места действия в Индию.
11 февраля 2016 года вышел фильм ужасов «Гордость и предубеждение и зомби», основа сценария которого взята из книги.

## Переводы на русский язык
Классическим переводом на русский язык считается перевод Иммануэля Самойловича Маршака (1967 г.). В 2008 году в печати появился перевод, выполненный Анастасией Грызуновой, вызвавший неоднозначную реакцию: для привыкших к гладкому переводу Маршака перевод Грызуновой, в котором активно использовалась устаревшая лексика, оказался неприемлем. Также существует перевод, выполненный Ириной Гавриловной Гуровой.

## Иллюстрации
Хью Томсон для лондонского издательства «George Allen», 1894

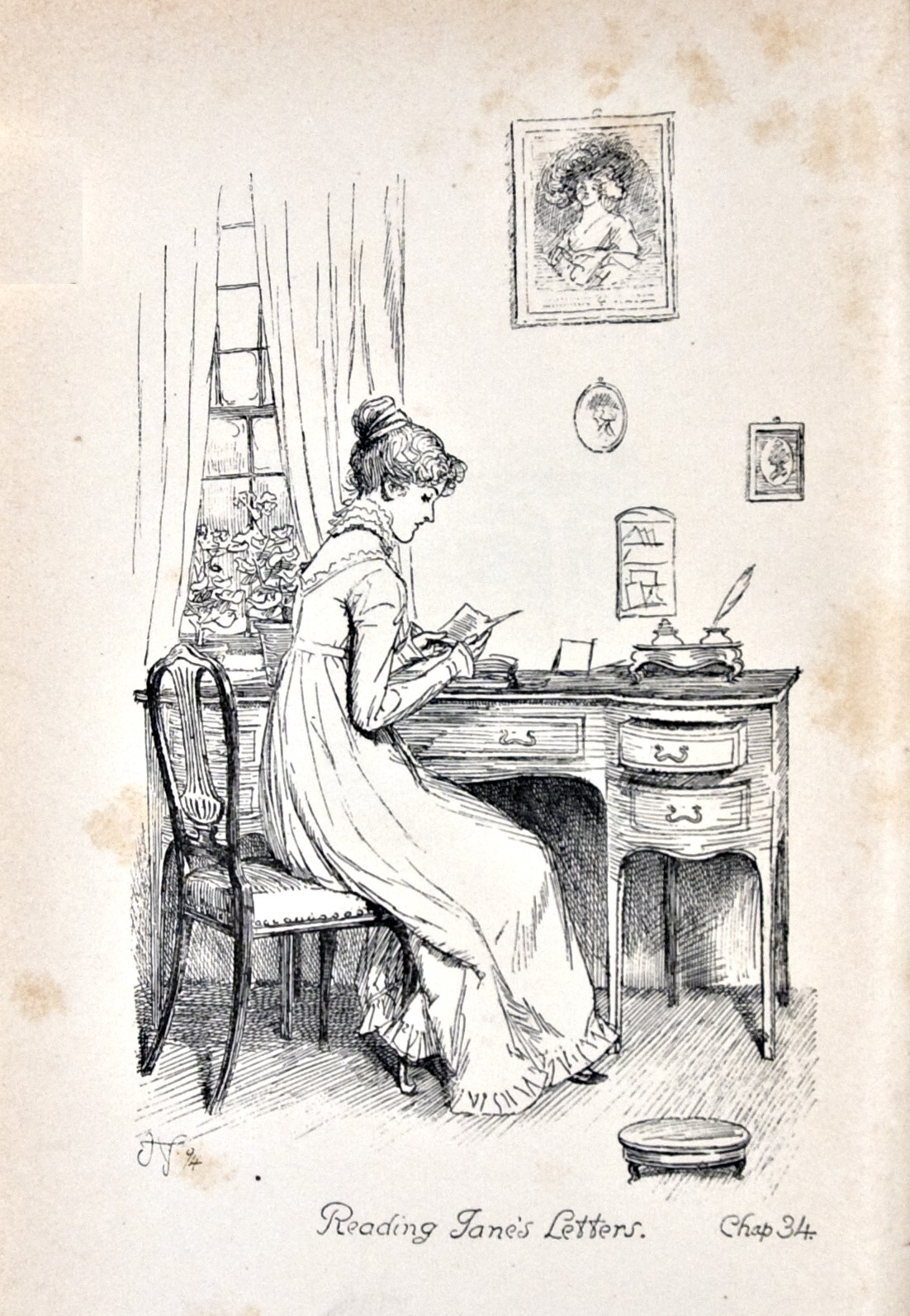
«Читая письмо Джейн»: фронтиспис
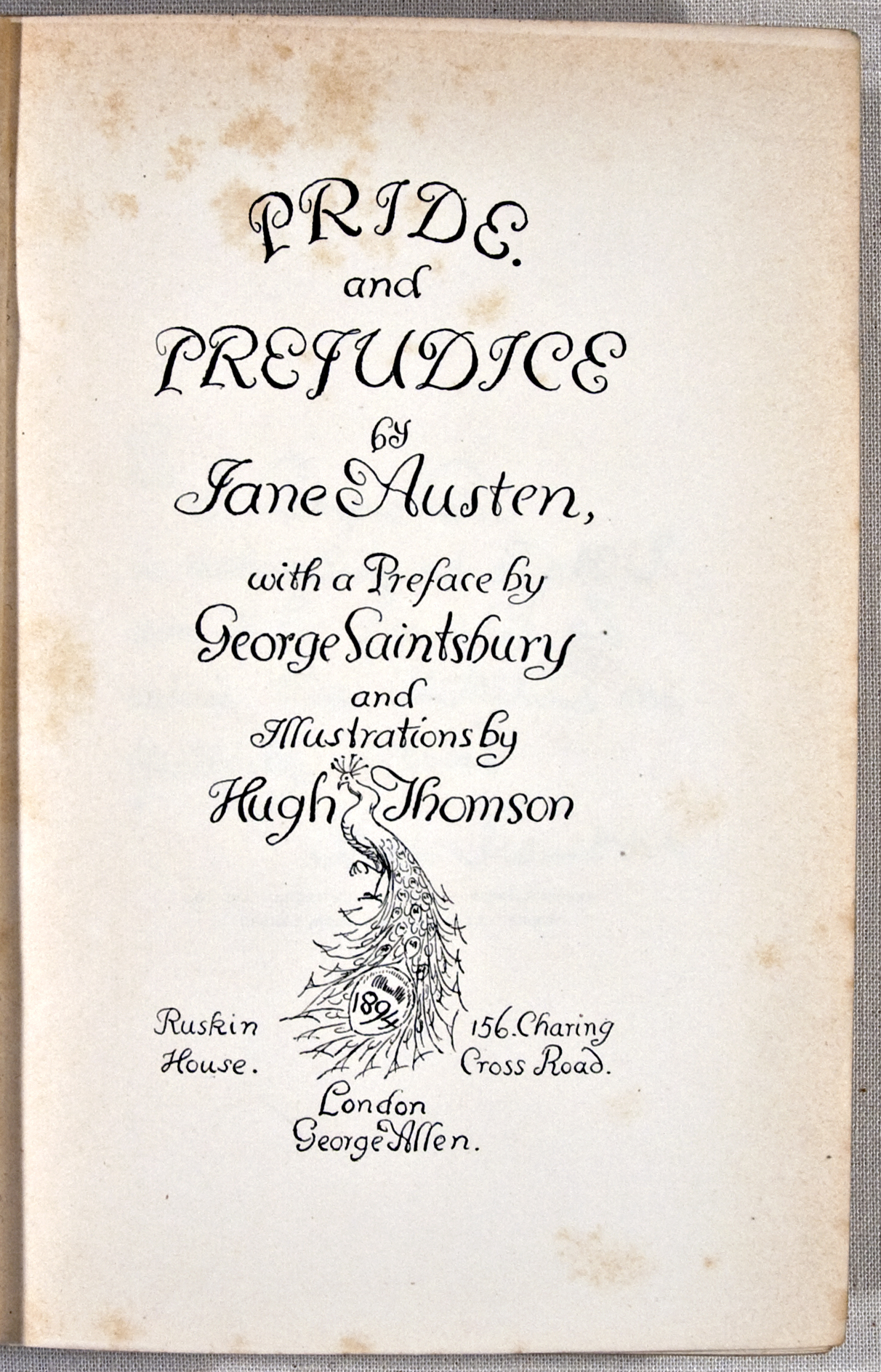
титульный лист
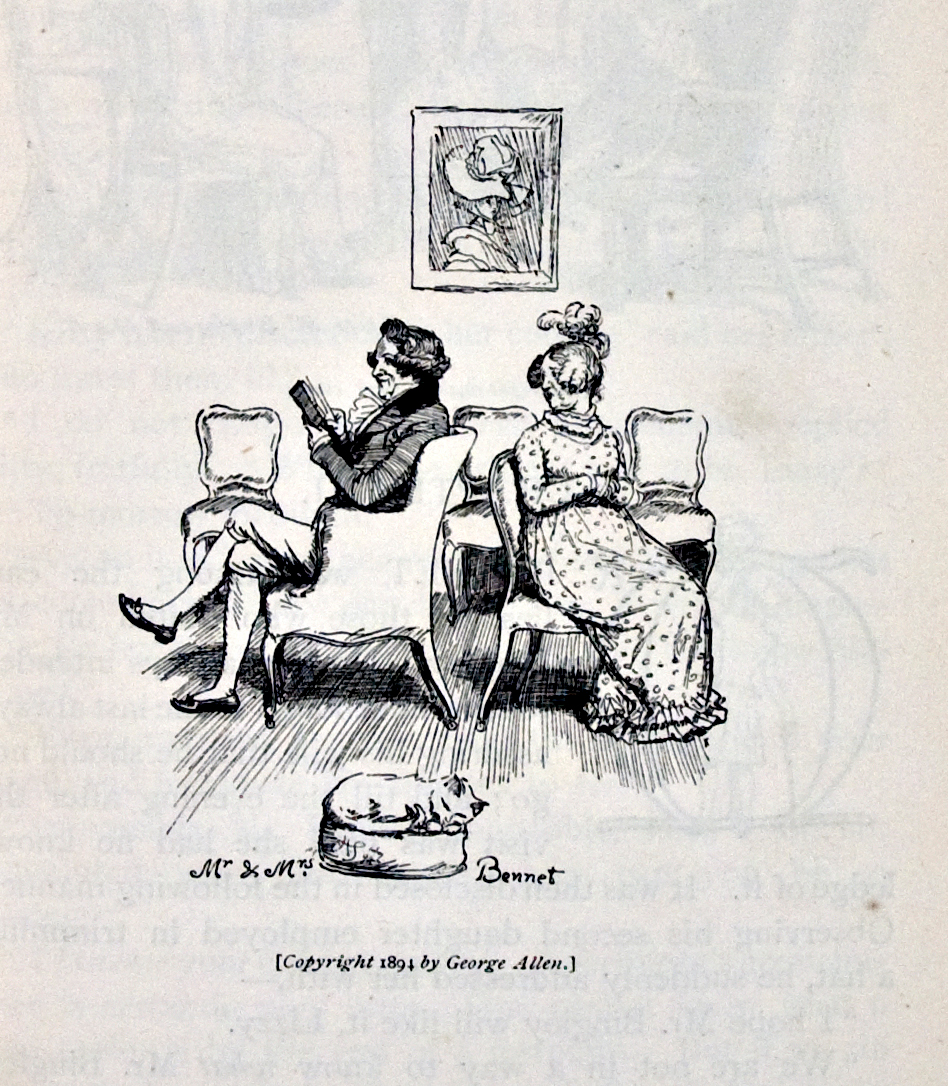
«Мистер и миссис Беннет», с.5
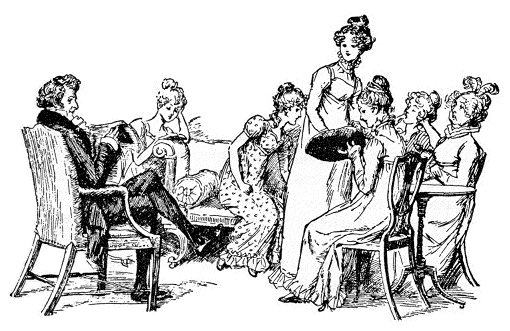
Беннеты в полном сборе (гл.2)
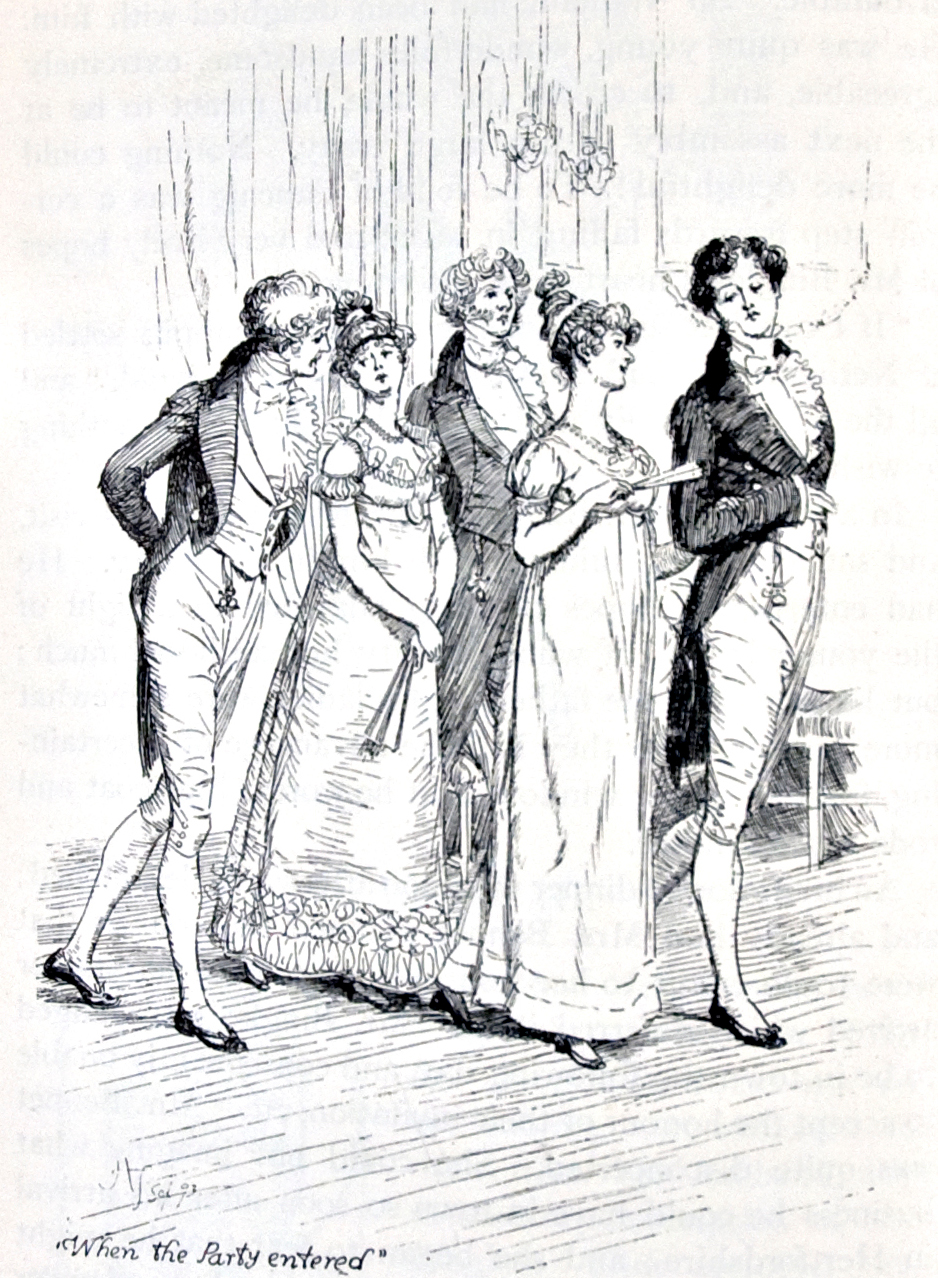
«Когда компания вошла», с.12
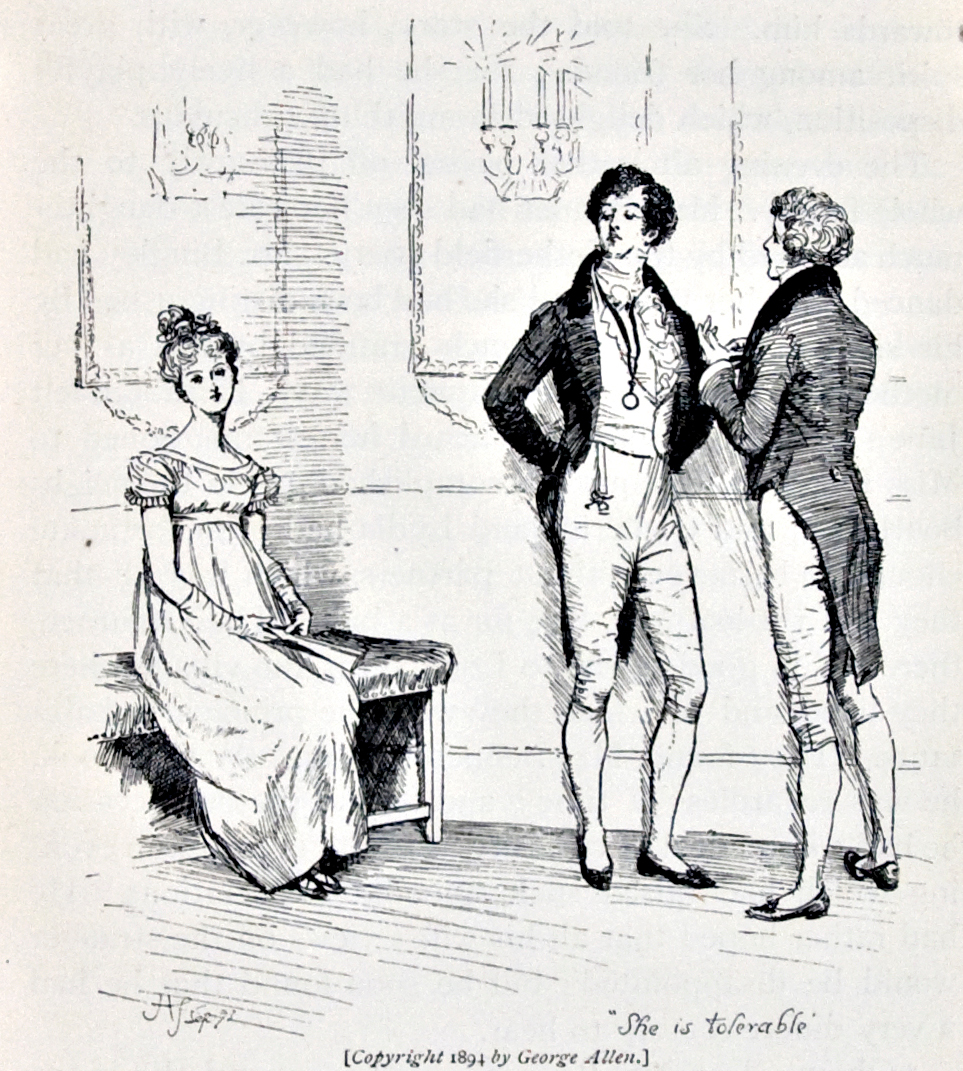
«Она вполне сносна», с.15
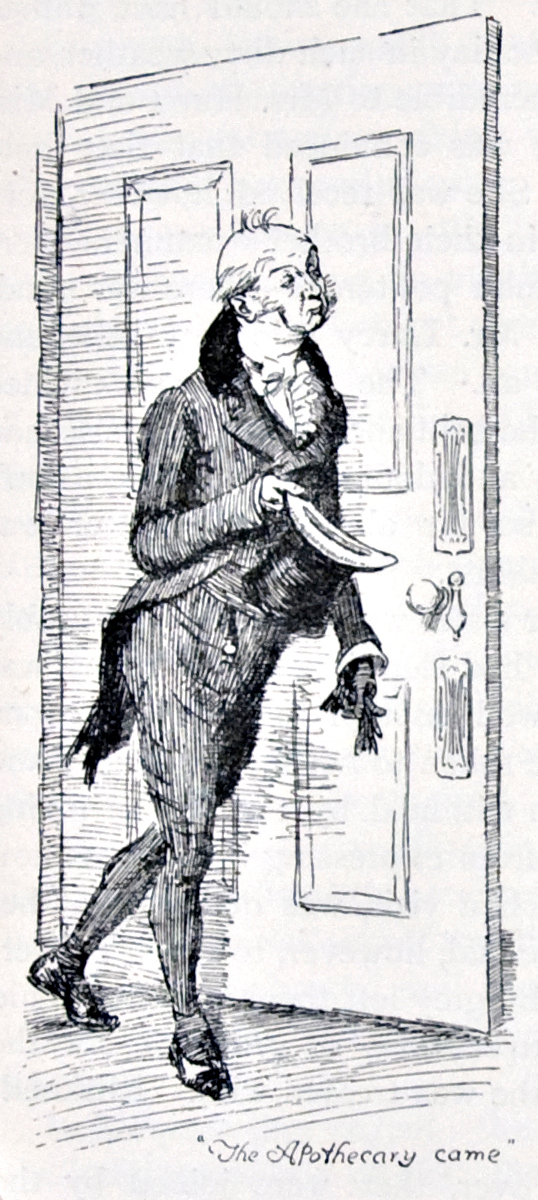
«Пришёл аптекарь», с.44
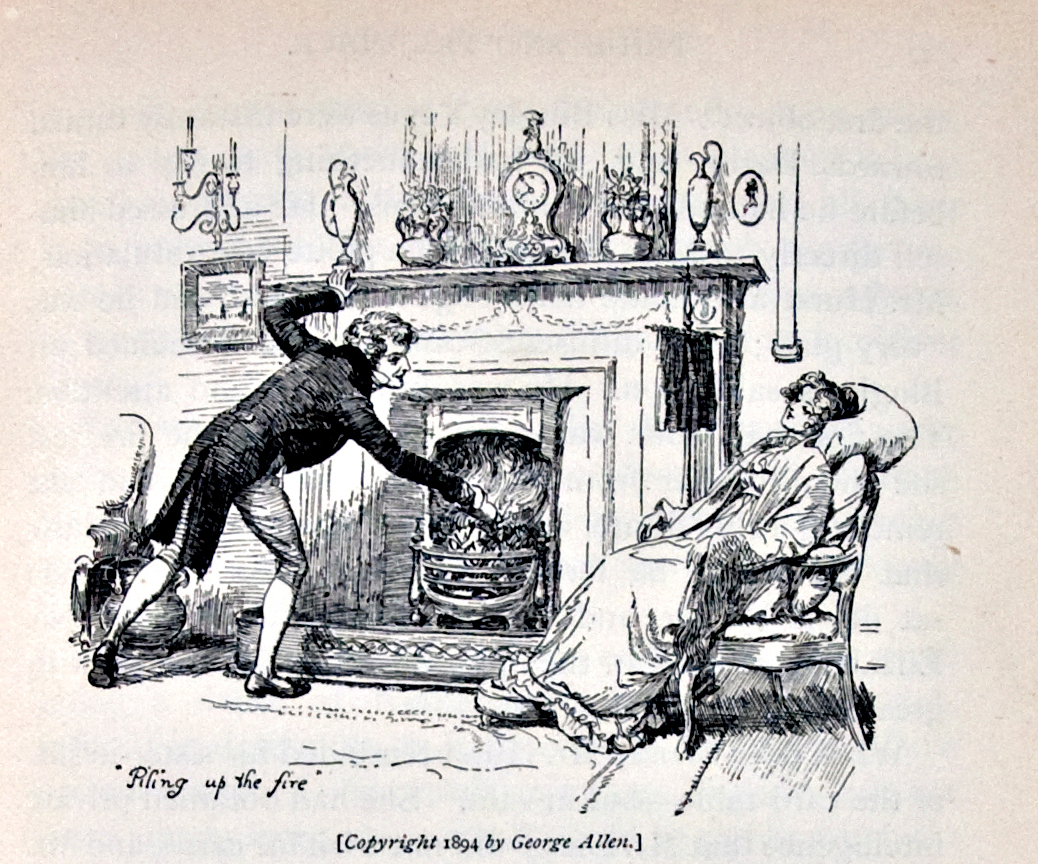
«Прибавка жару»
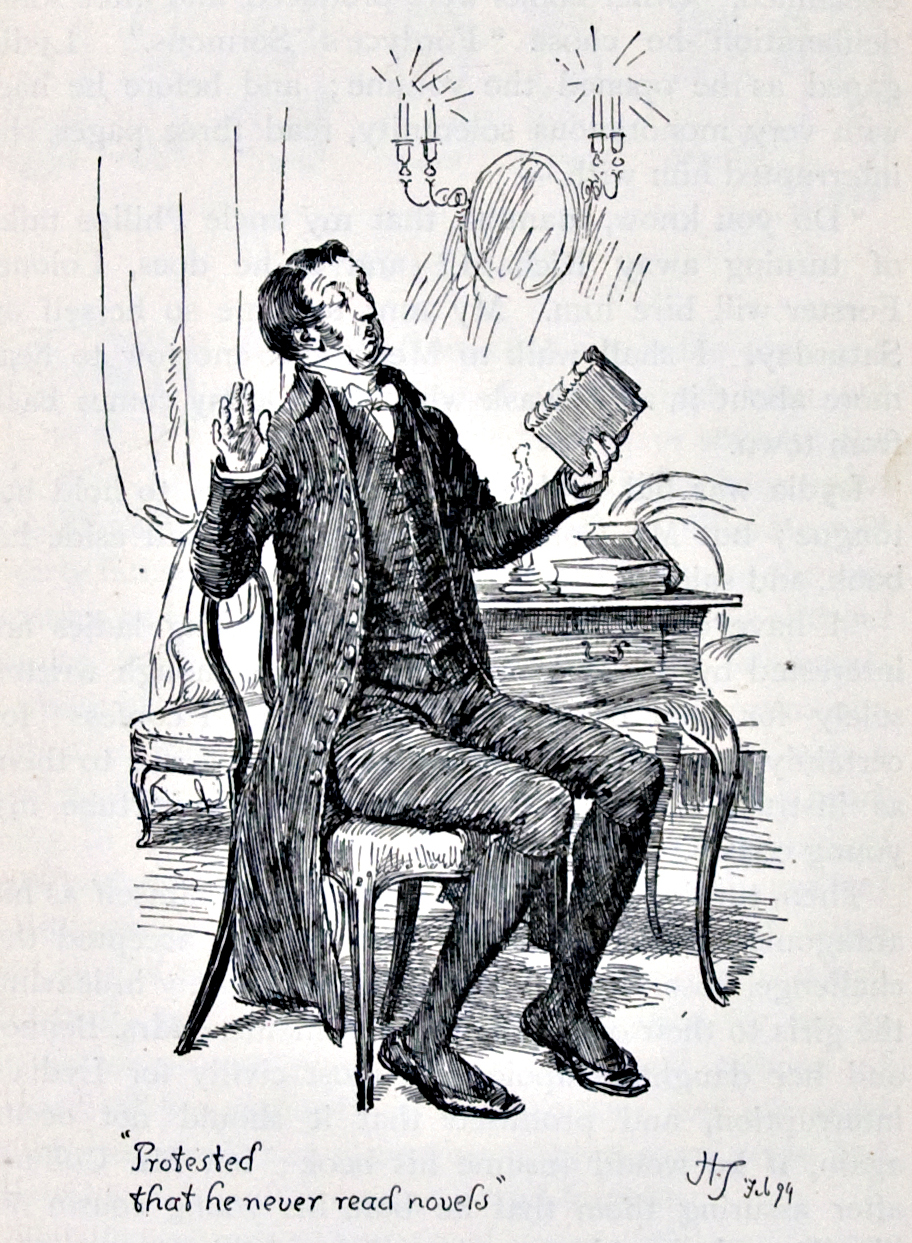
«Возразил, что никогда не читал романов», с.87
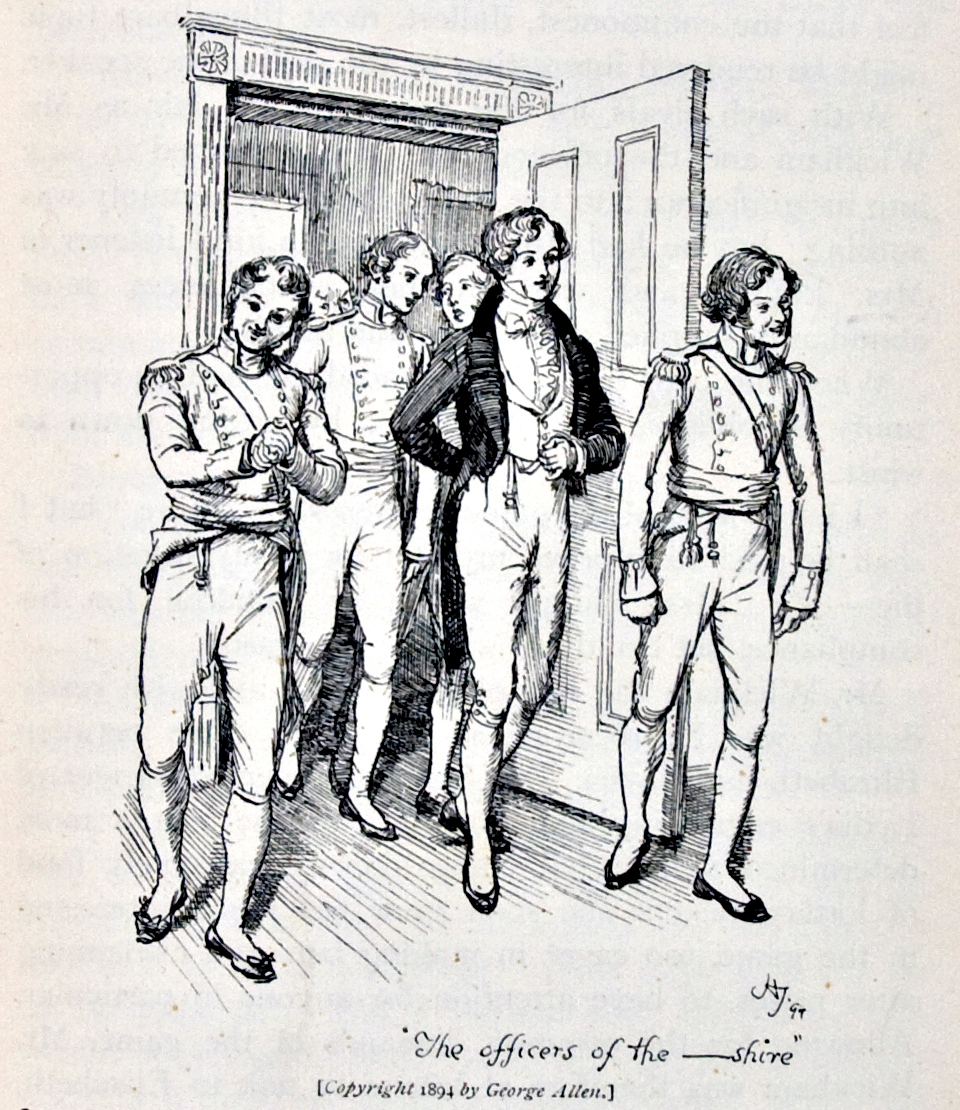
«Офицеры из …шира», с.97
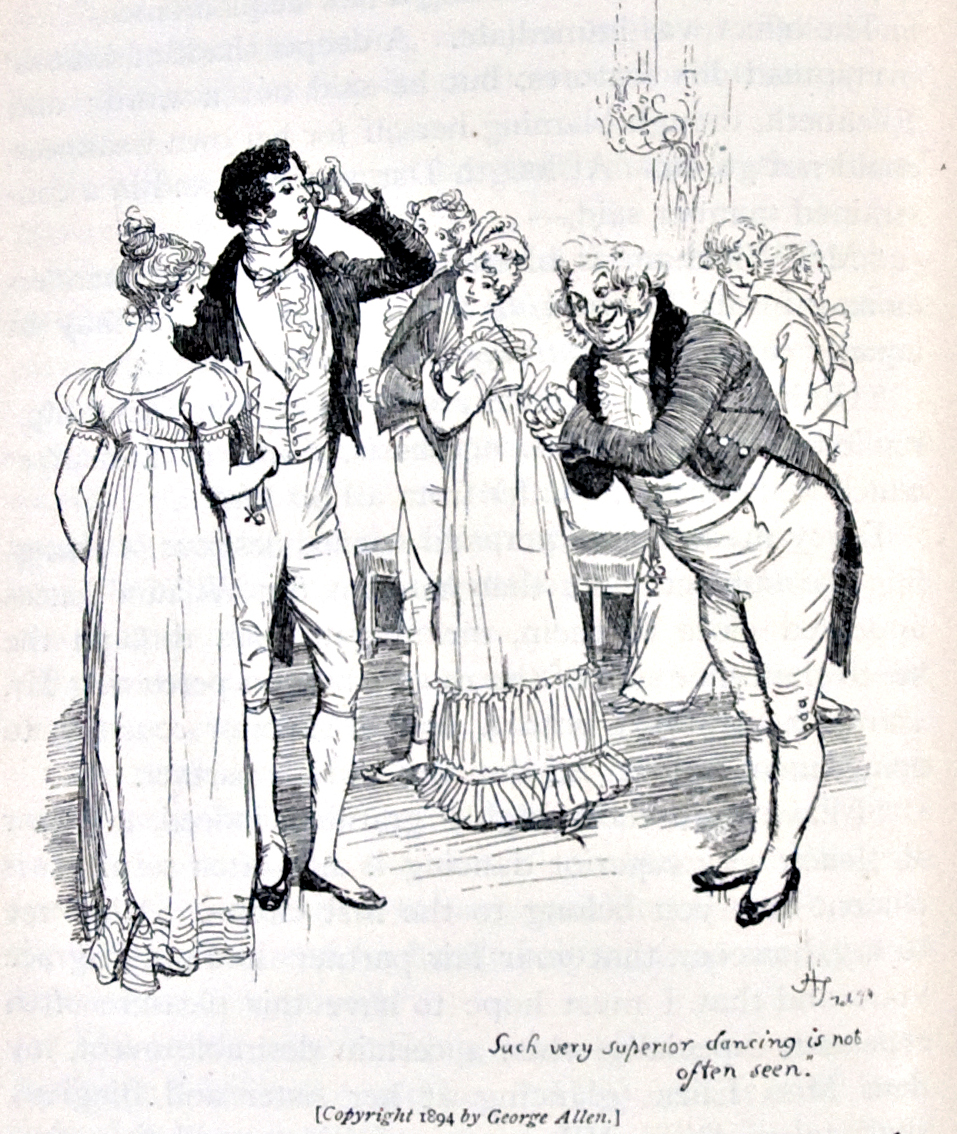
«Не часто встретишь столь незаурядных танцоров», с.118
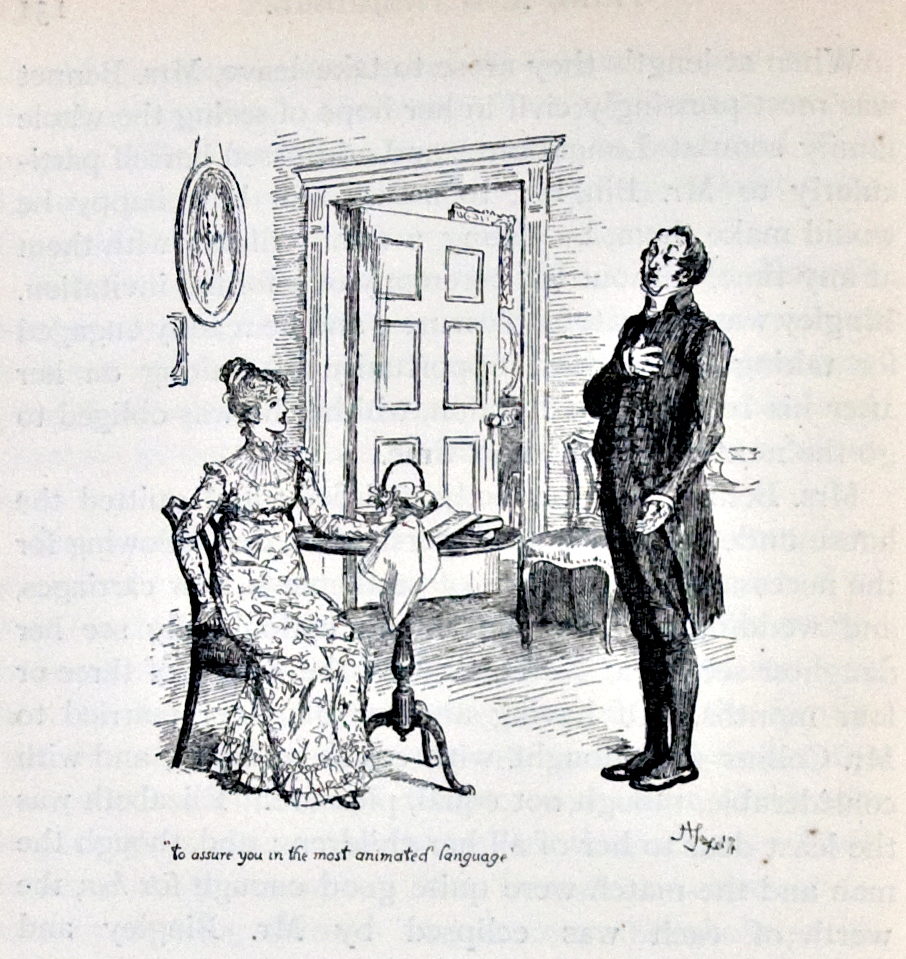
«Дабы сообщить вам самые животрепещущие слова»
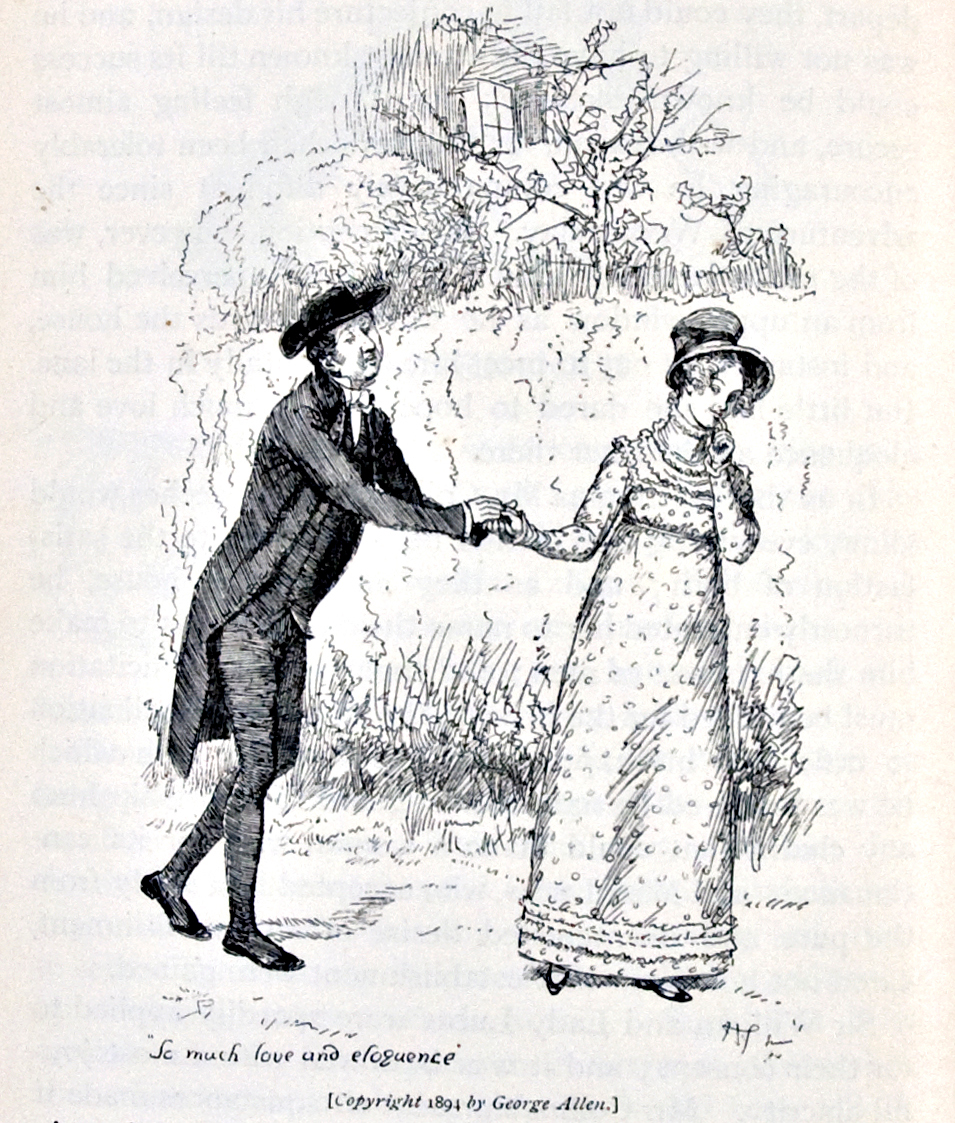
«Избыток любви и красноречия», с.156
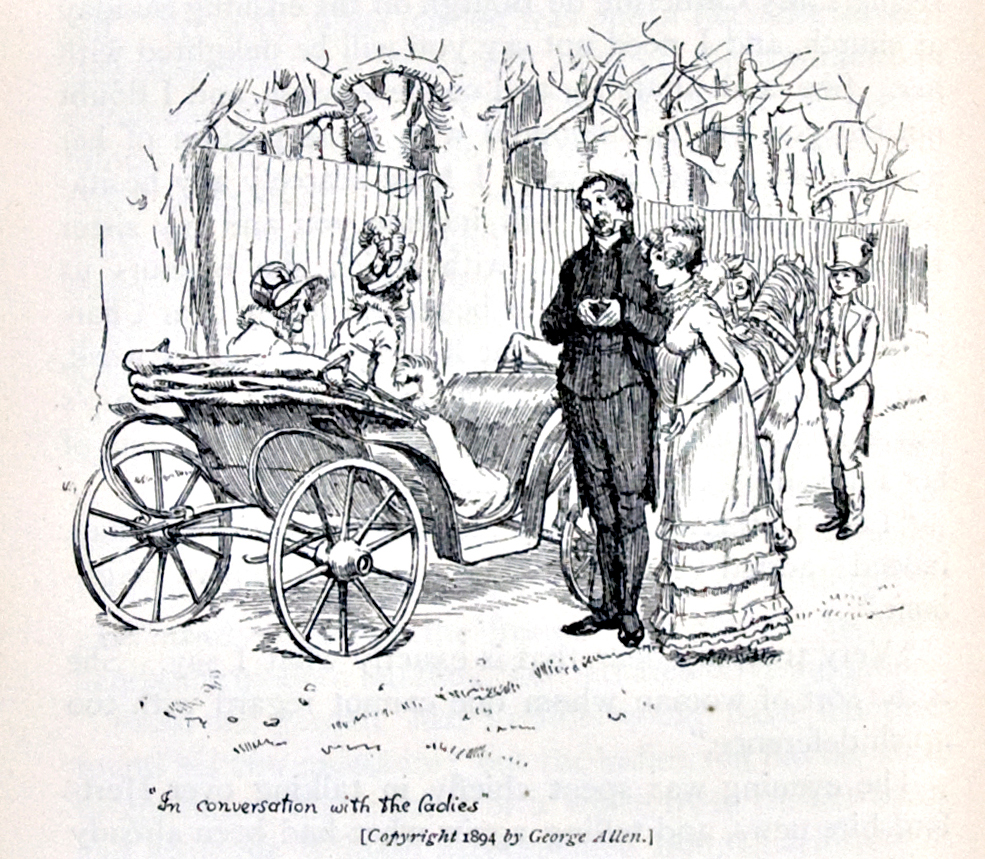
«В разговоре с дамами», с.198. (гл. 28)
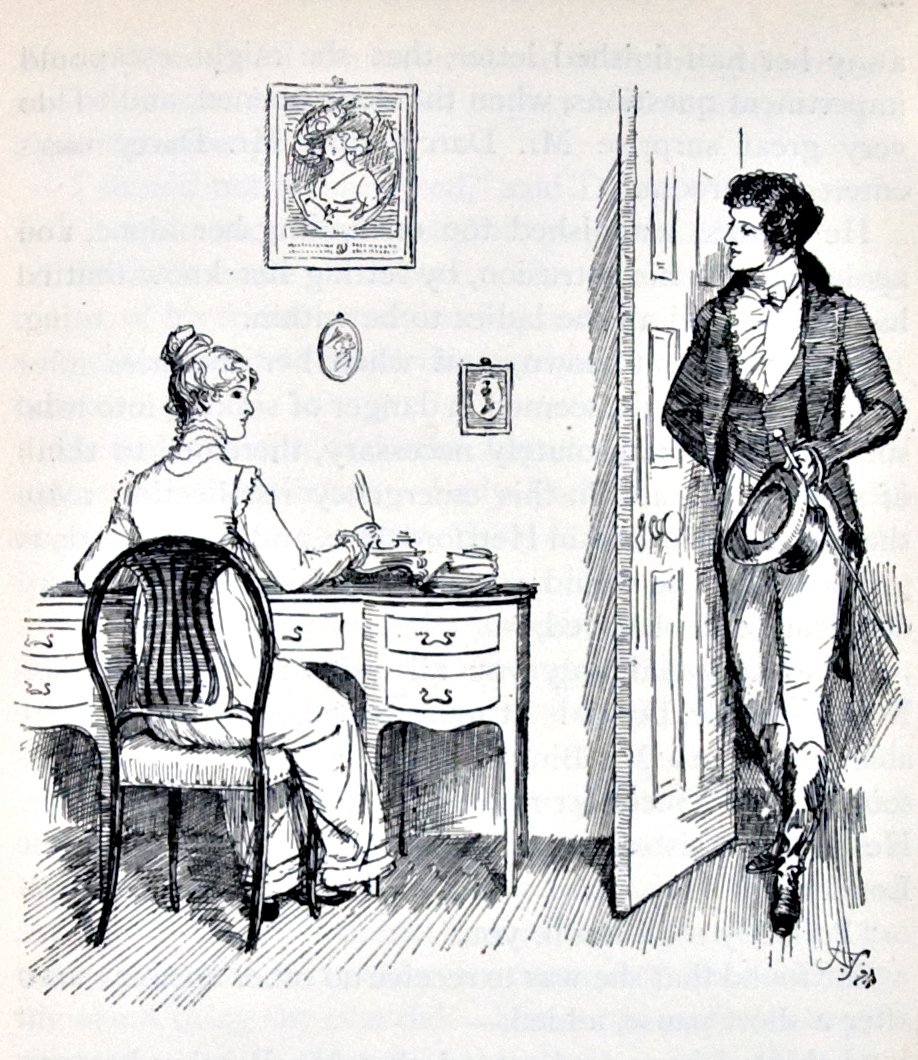
Начало главы 32 (Дарси и Элизабет у Шарлотты, в имении Коллинза)
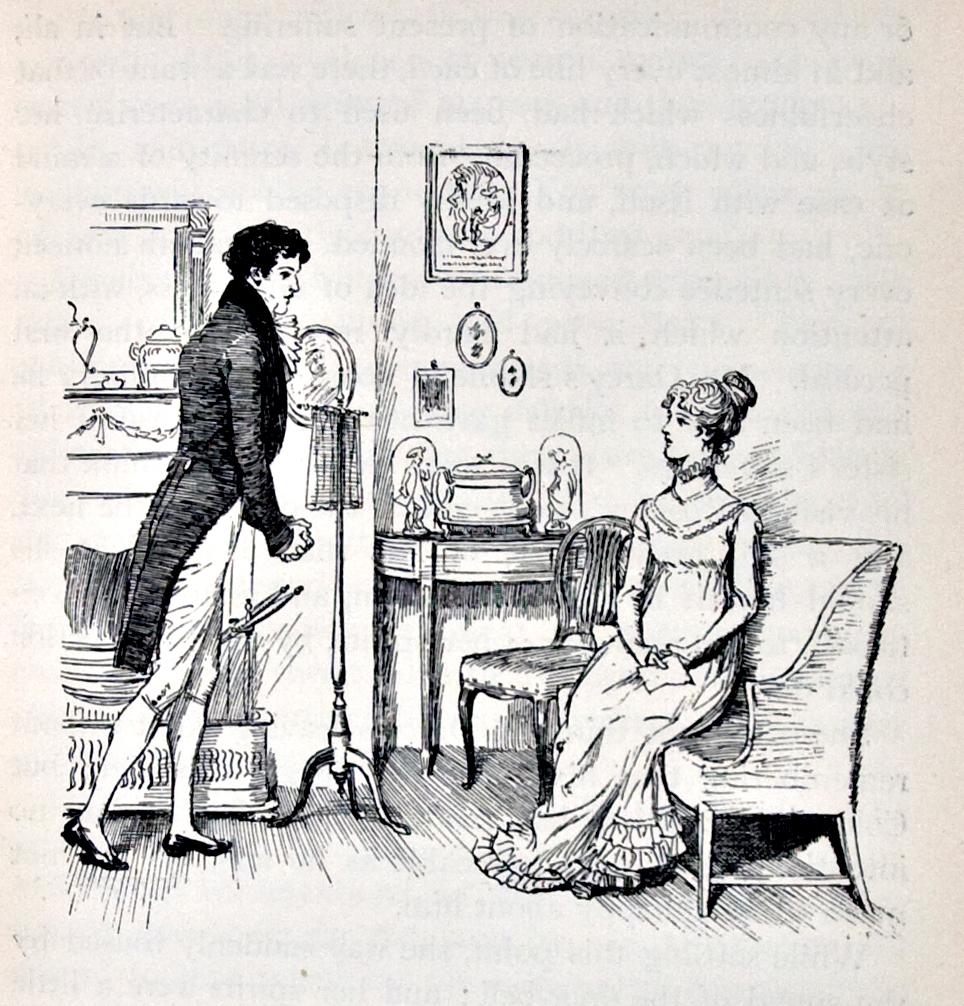
Начало главы 34 (Дарси делает предложение Элизабет)
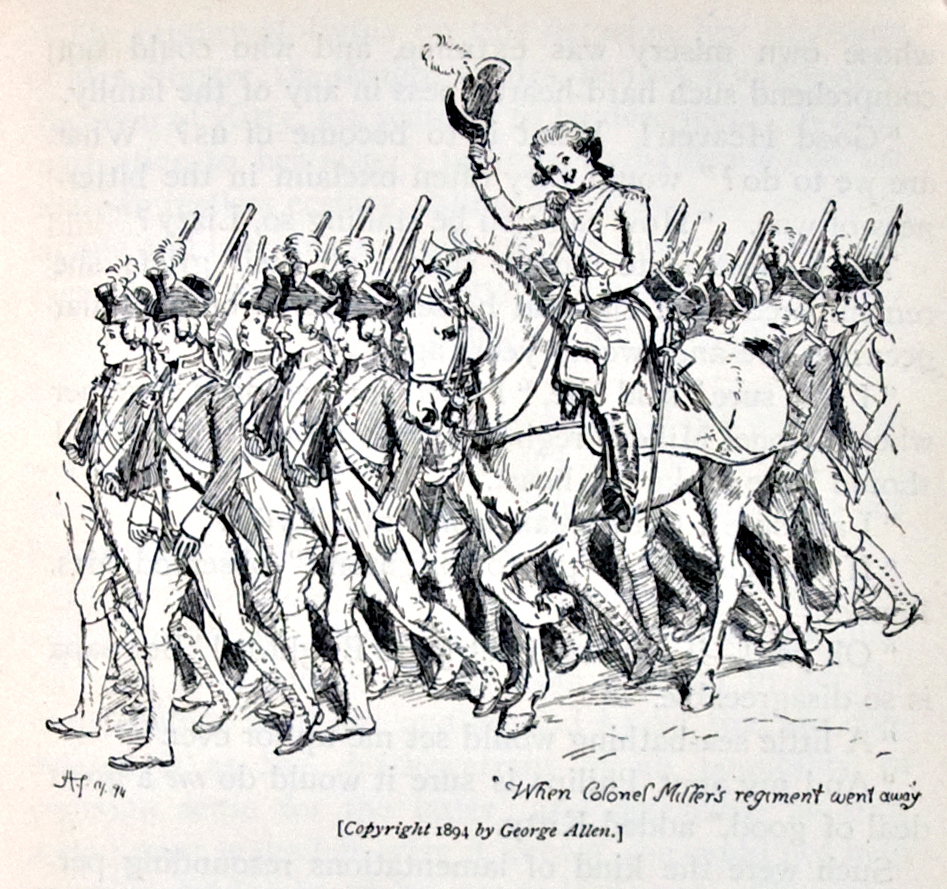
«И когда полк Миллера ушёл»
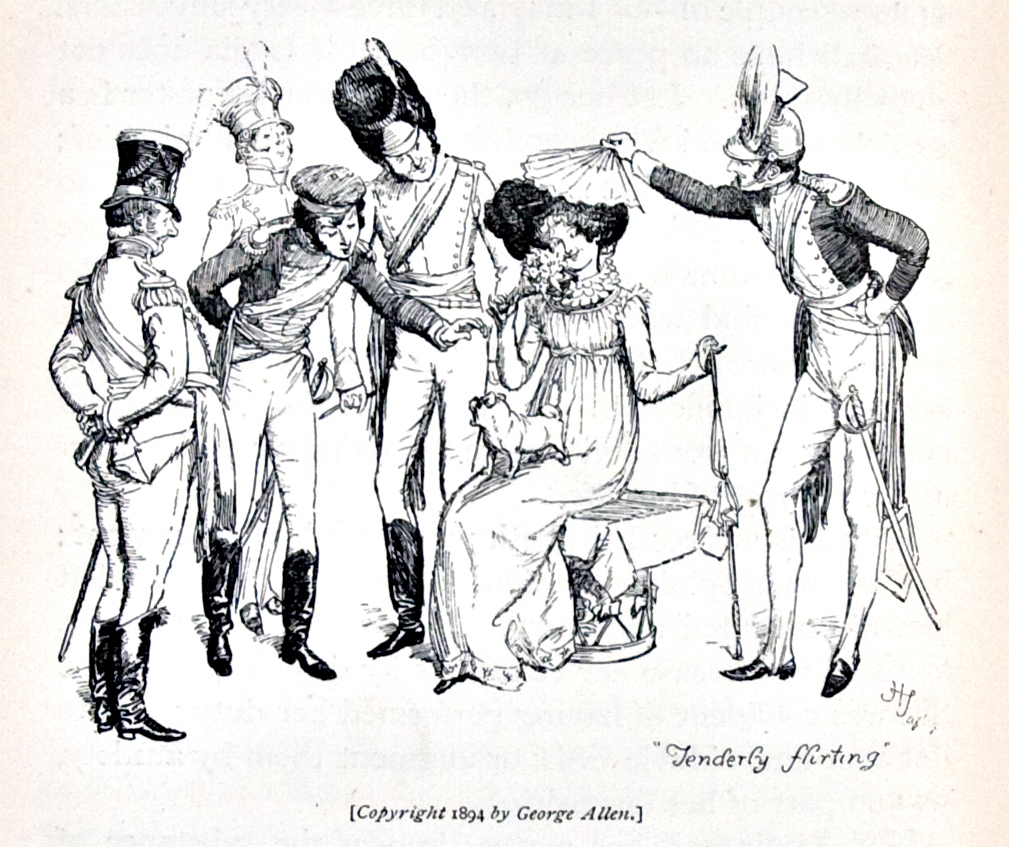
«Чуточку флиртуя», с.292
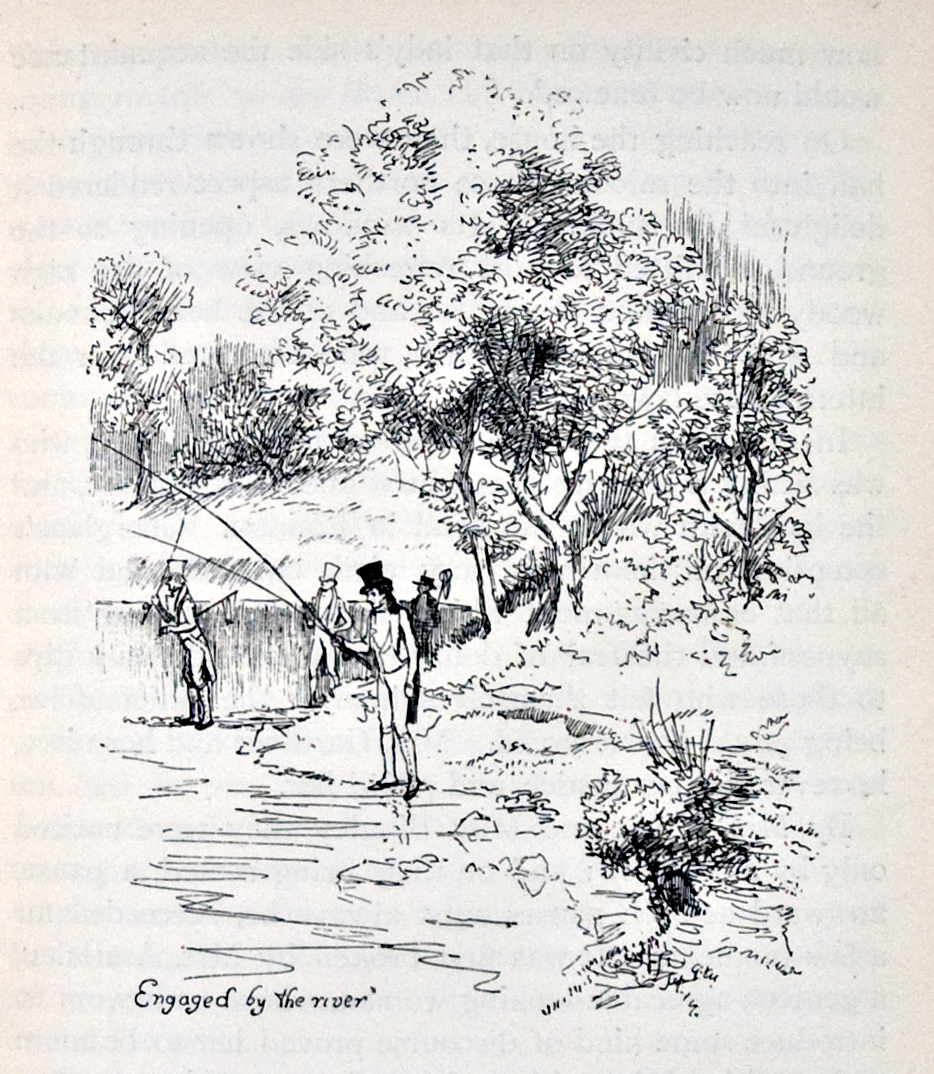
«Поглощённые рекой»
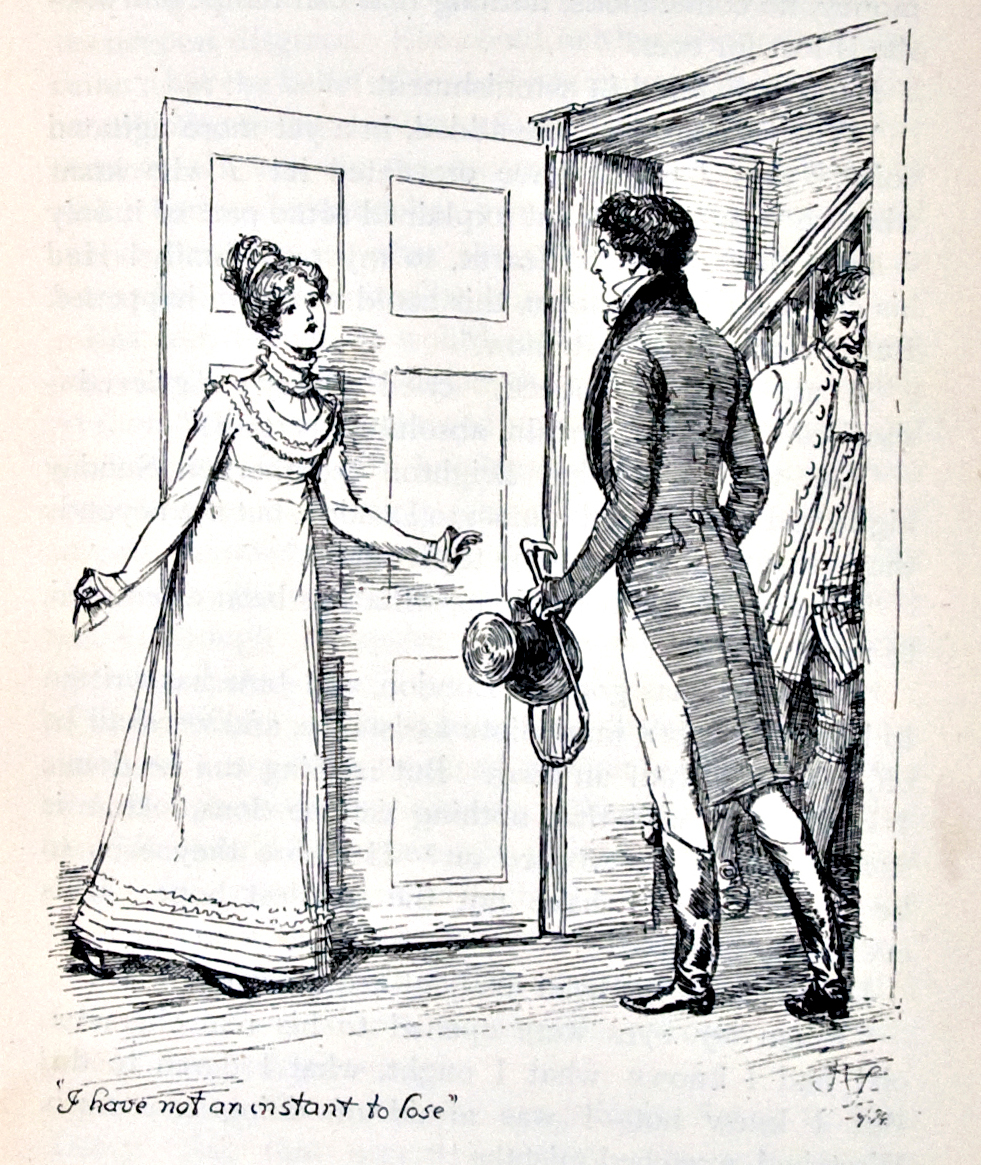
«Я не могу терять ни мгновения», с.339
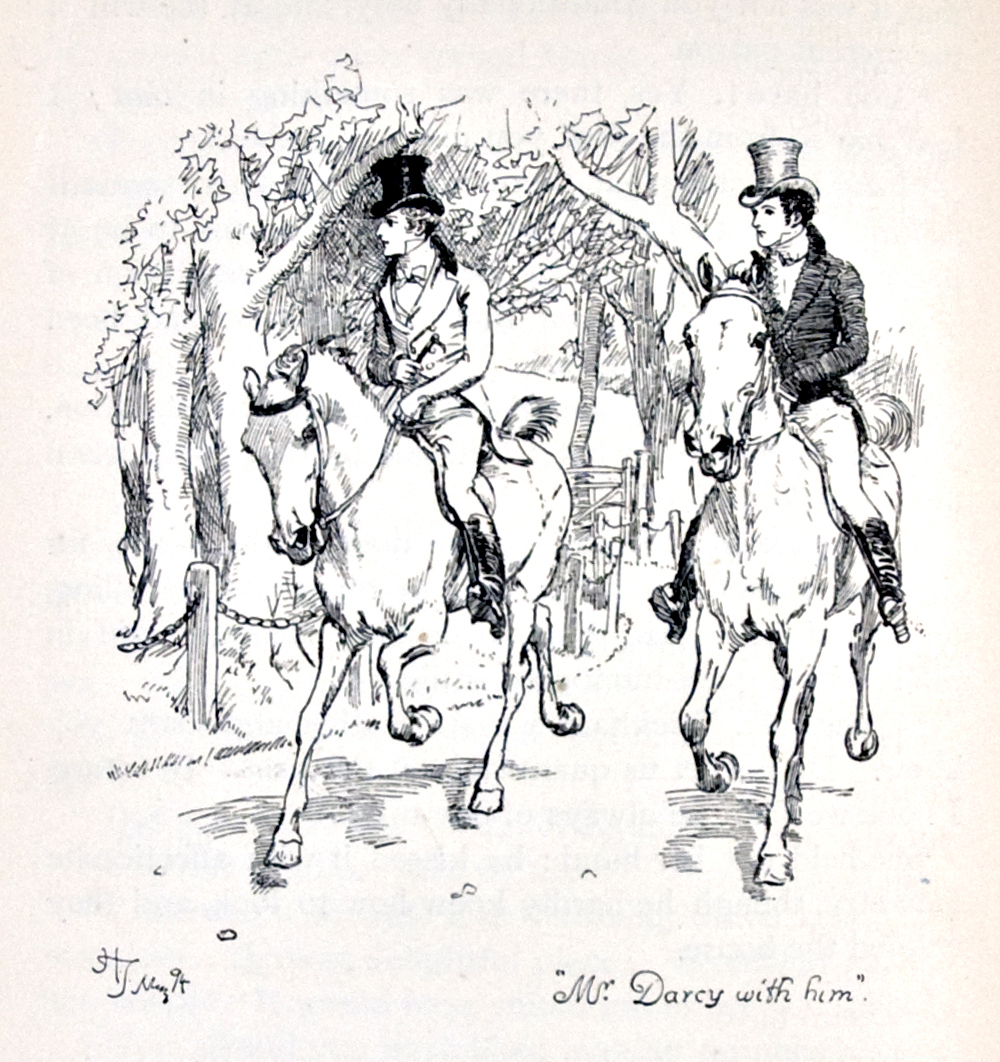
«С ним мистер Дарси»
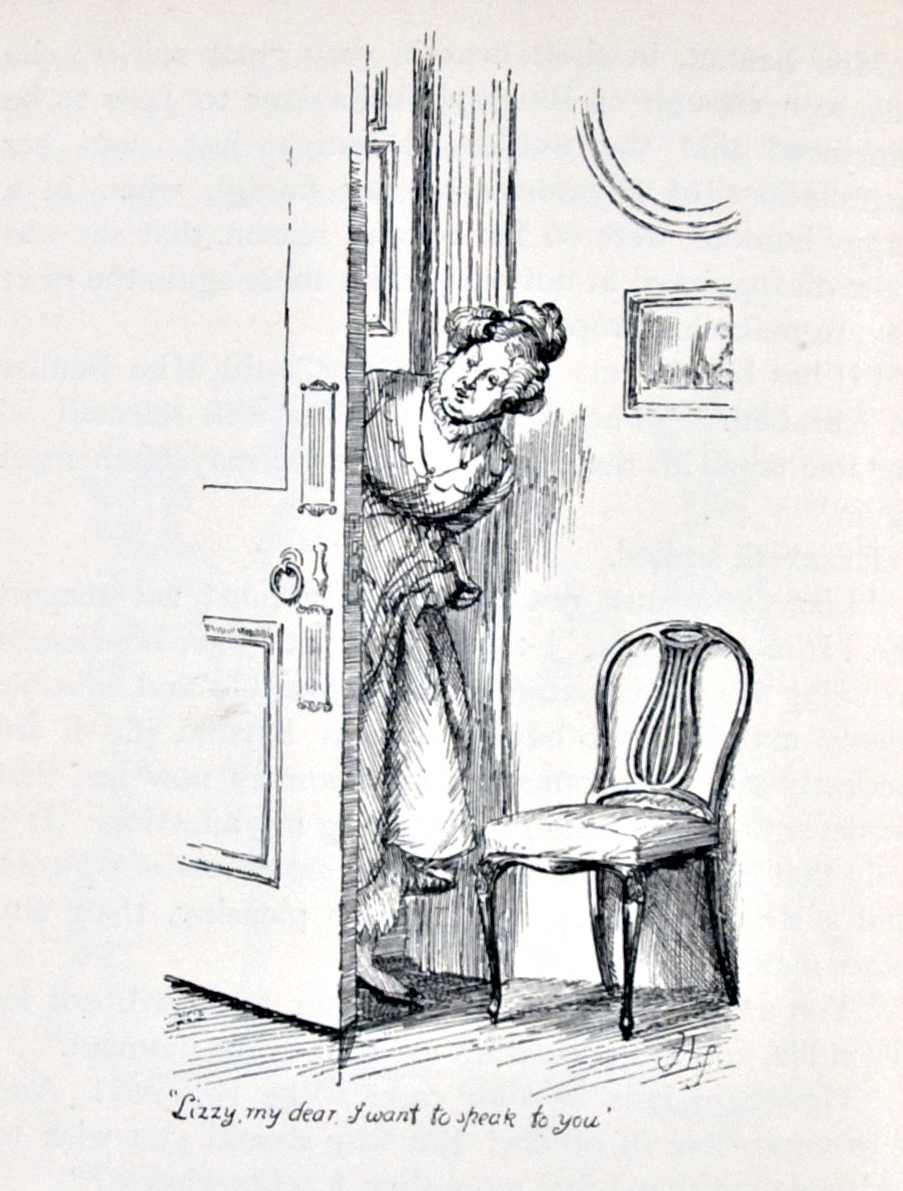
«Лиззи, дорогая, надобно мне поговорить с тобой»
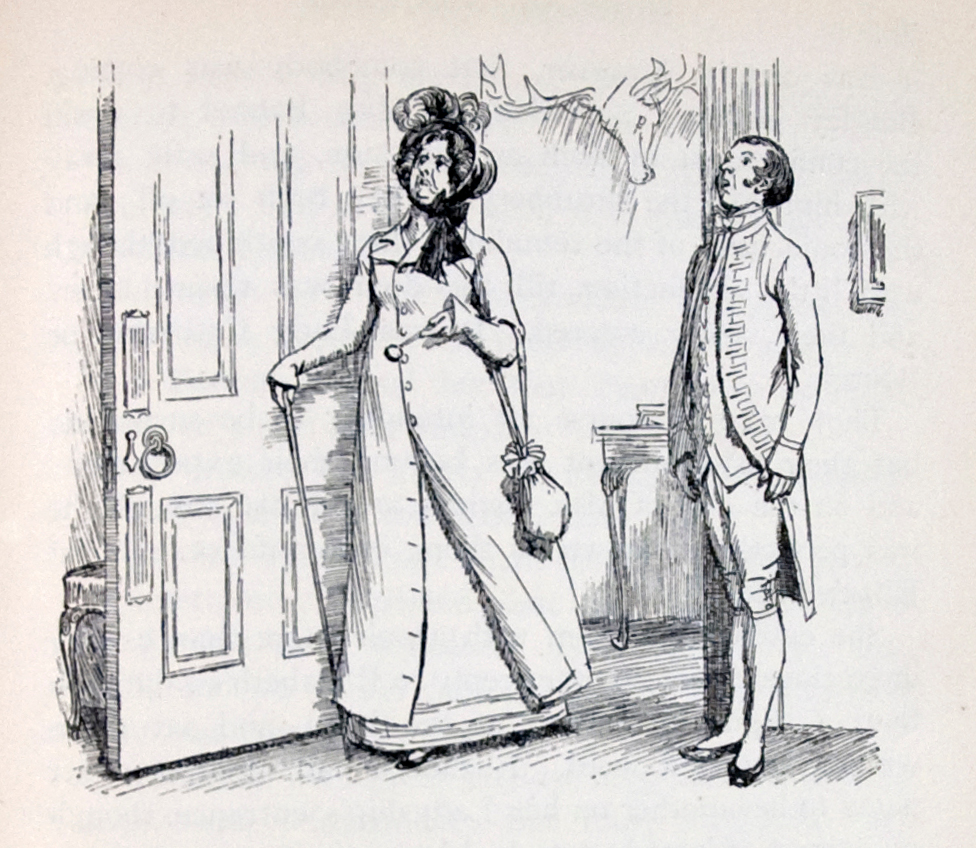
Начало главы 56 (приход к Элизабет леди Кэтрин де Бёр)

Ч. Э. Брок, 1895

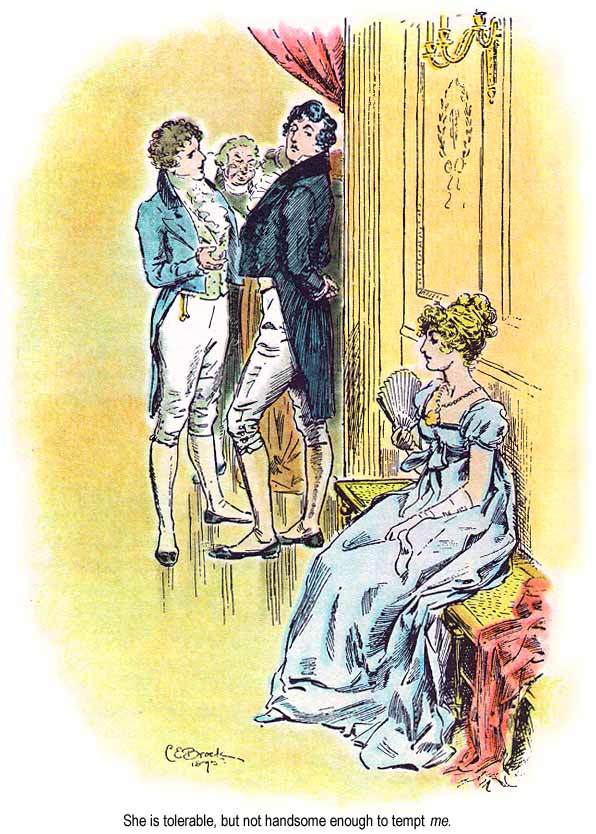
"Что ж, она как будто мила. И всё же не настолько хороша, чтобы нарушить мой душевный покой. (гл.3)
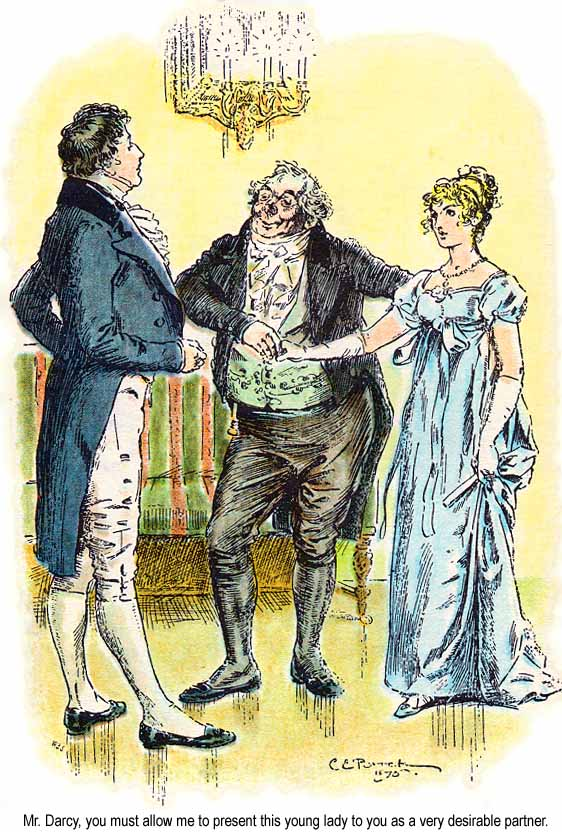
«Мистер Дарси, я буду крайне польщён, если по моему совету вы пригласите эту очаровательную юную леди» (гл.6)
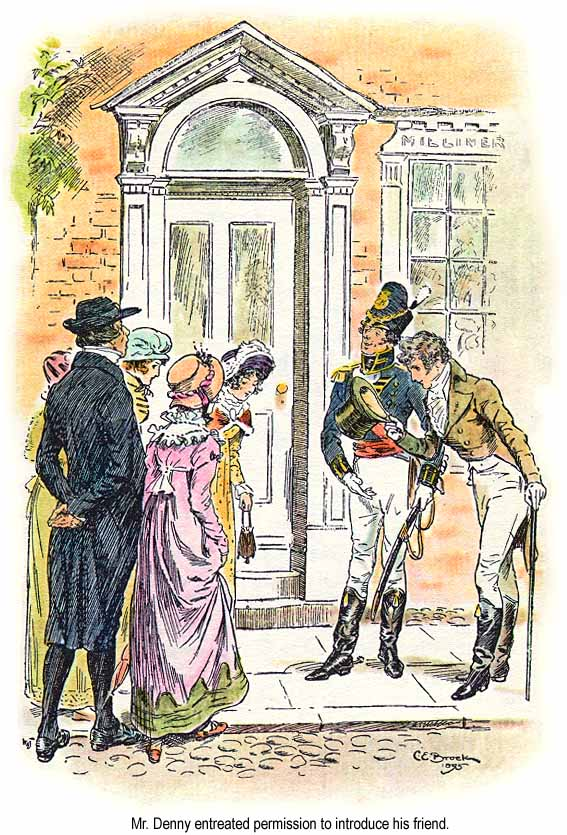
«Мистер Денни попросил разрешения представить своего друга» (гл.15)
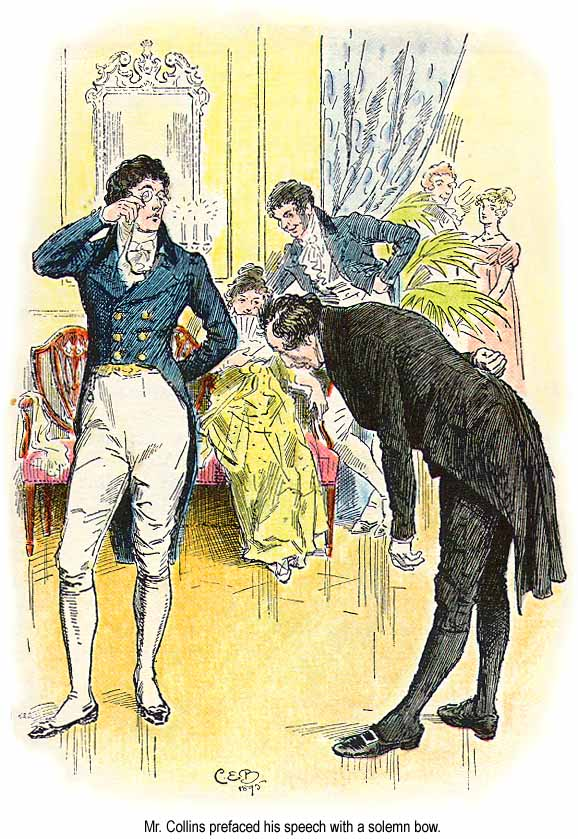
«Начал с торжественного расшаркивания» (гл.18)
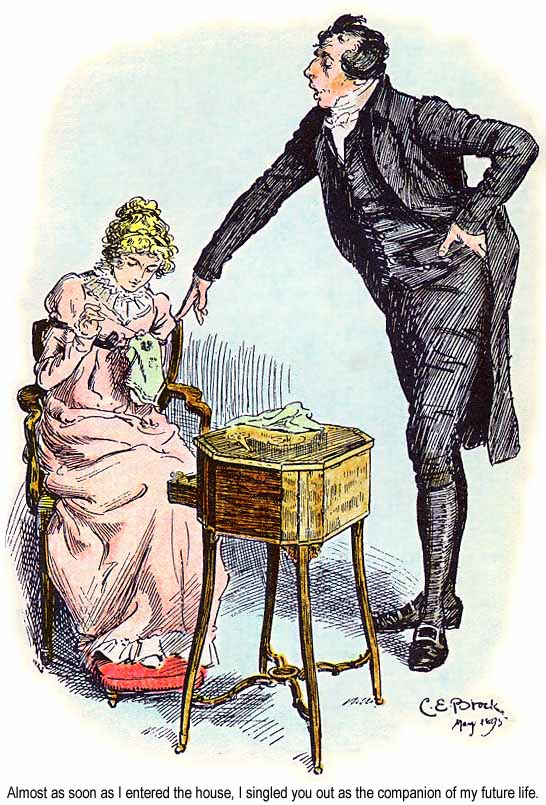
«Почти в ту самую минуту, как я переступил порог этого дома, я понял, что вам суждено стать спутницей моей жизни» (гл.19)
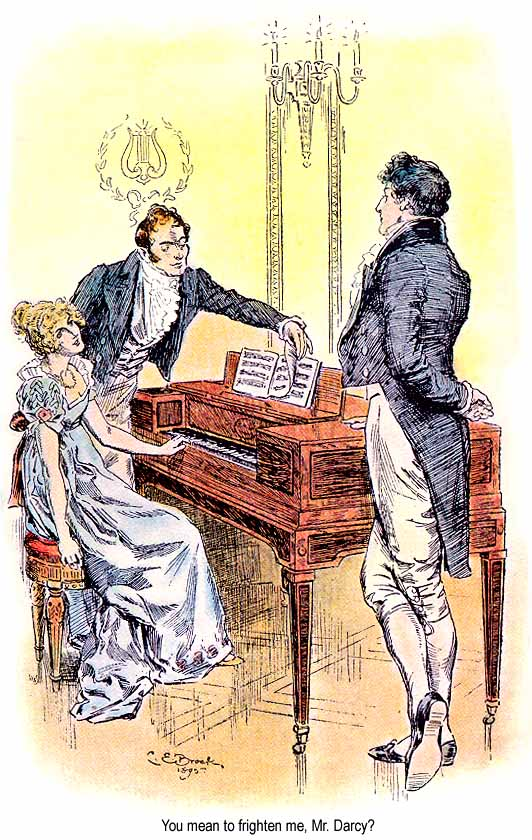
«Вы хотели меня смутить, мистер Дарси» (гл.31)
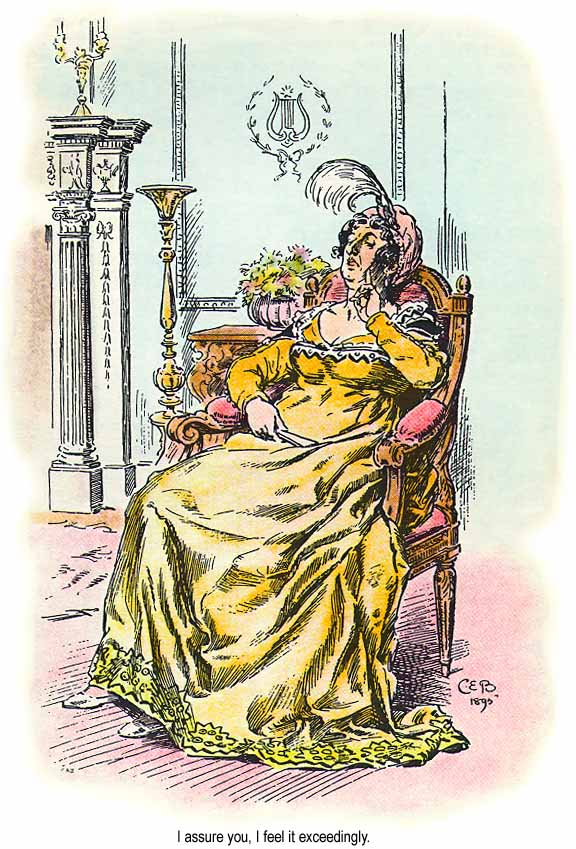
«Их отъезд глубоко разбередил мою душу» (гл.37)
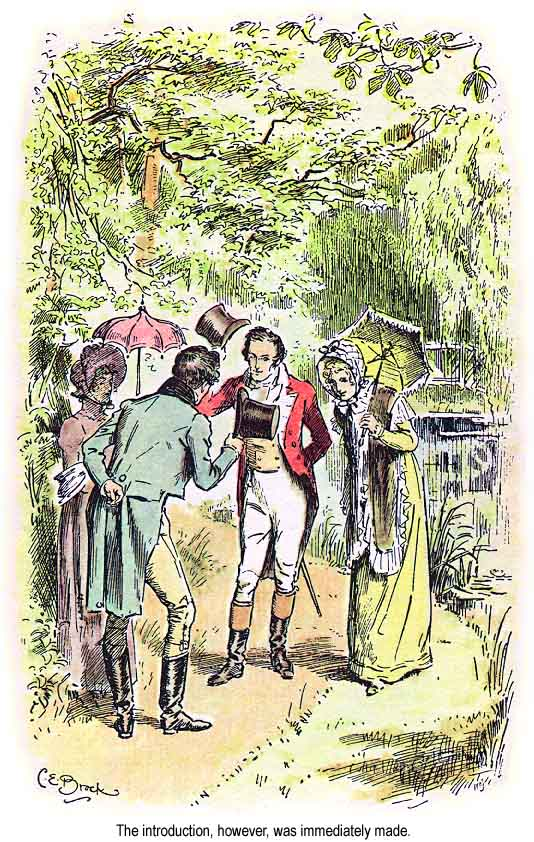
«Тем не менее она сразу их познакомила» (гл.43)
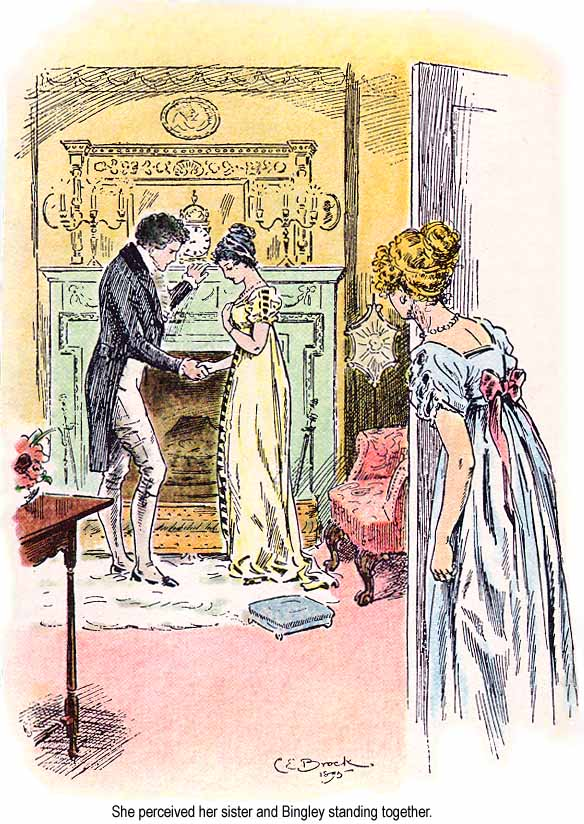
«Она увидела сестру и мистера Бингли» (гл.55)
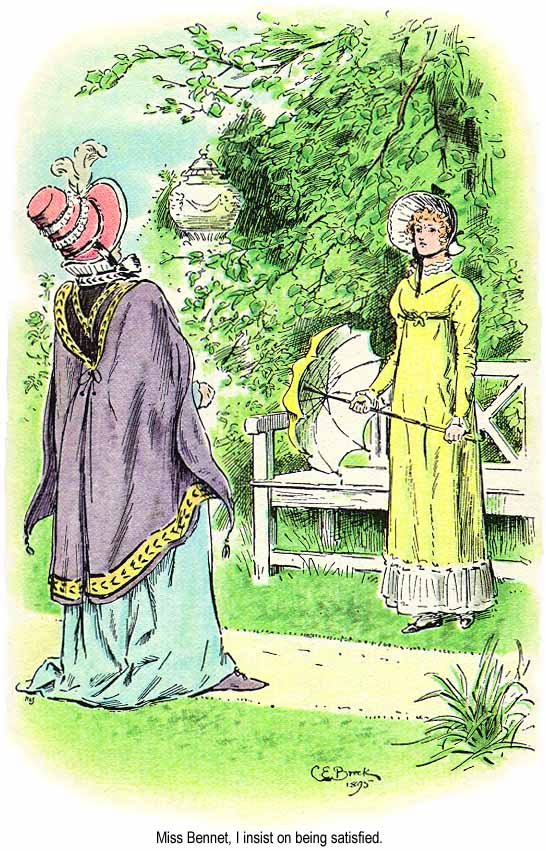
«Мисс Беннет, я требую, чтобы вы дали мне исчерпывающие объяснения» (гл.56)
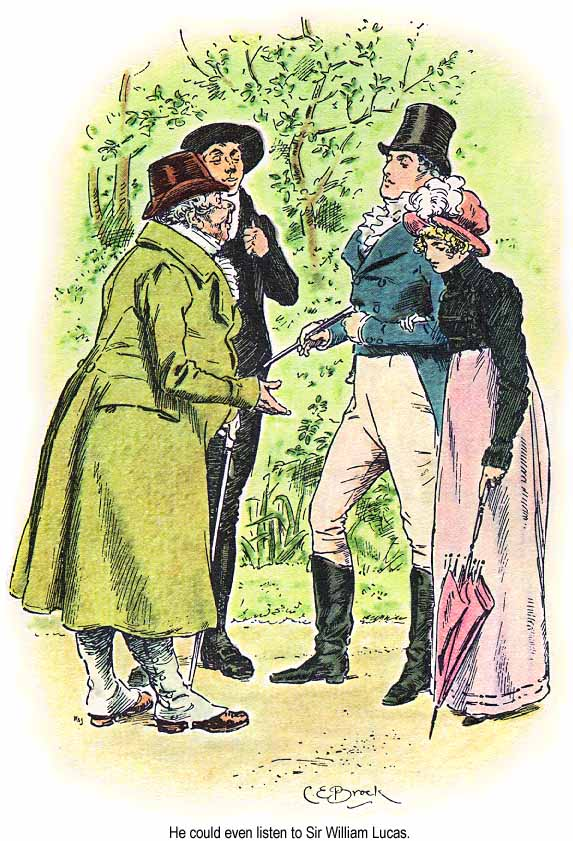
«Даже научился более или менее спокойно выслушивать сэра Уильяма Лукаса» (гл.60)

## Факты
- В 2009 году вышла книга «Гордость и предубеждение и зомби» американского писателя Сета Грэма-Смита, в которой автор иронично совмещает знаменитый роман Джейн Остин с фантастическим боевиком. Предполагалось, что в экранизации пародийного произведения сыграет главную роль Натали Портман, но актриса отказалась. Примечательно, что в 2009 году Элтон Джон сообщил о намерении снять свою версию пародии на роман Остин под названием «Гордость и Хищник»[2].
- Роман входит во Всемирную библиотеку (список наиболее значимых произведений мировой литературы Норвежского книжного клуба).
- Книга заняла вторую строчку в списке 200 лучших книг по версии BBC в 2003 году[3].
- В англоязычных странах в настоящее время издается множество адаптаций и продолжений книги.